# Logeia
Logeia is een eiland in Papoea-Nieuw-Guinea. Het is 9 vierkante kilometer groot en het hoogste punt is 335 meter. Er komt slechts één zoogdier voor, de vleermuis Nyctimene major.